# Pseudophegopteris
Pseudophegopteris es un género de helechos terrestres pertenecientes a la familia Thelypteridaceae.

## Especies seleccionadas
- Pseudophegopteris aubertii (Desv.) Holttum
- Pseudophegopteris aurita (Hook.) Ching
- Pseudophegopteris brevipes Ching & S.K. Wu
- Pseudophegopteris bukoensis (Tagawa) Holttum
- Pseudophegopteris cruciata (Willd.) Holttum